# Chlupáček myší ouško

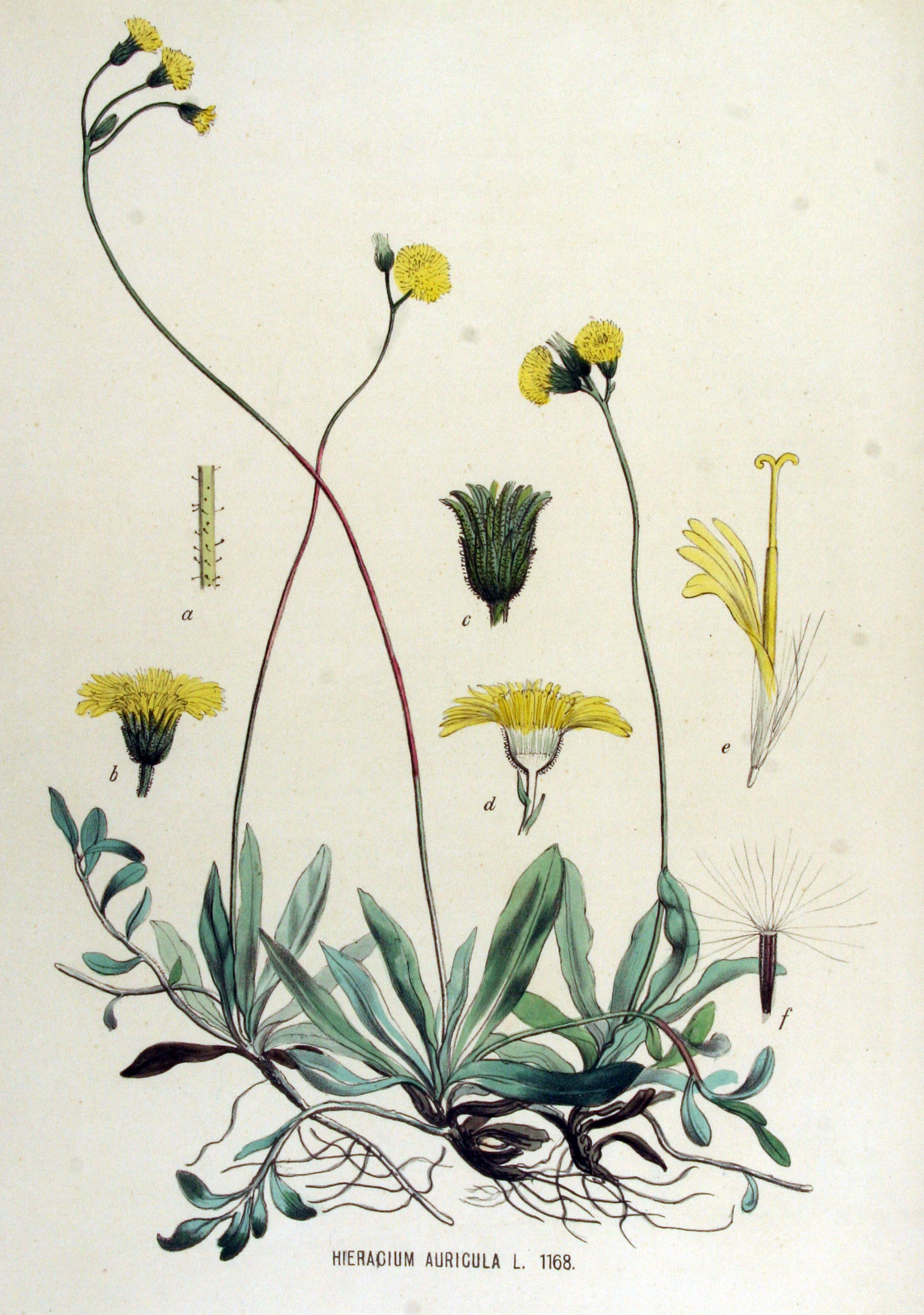
Nákres chlupáčku myší ouško

Chlupáček myší ouško (Pilosella lactucella) je nízká, sivě zelená rostlina vlhčích míst, rozkvétající drobnými, žlutými úbory.
V minulosti byl řazen do široce pojatého rodu jestřábník (Hieracium) jako jestřábník myší ouško.
Druhové jméno myší ouško dostal podle tvaru a zbarvení listů.

## Rozšíření
Chlupáček myší ouško je bylinou evropskou, roste nesouvisle od Pyrenejí na západě skoro přes celou střední, jižní a částečně i severní Evropu až na Ukrajinu a převážnou část evropského Ruska. Druhotně se rostlina dostala do jihozápadní Kanady a severozápadních Spojených států amerických. Vyskytuje se v širokém spektru nadmořských výšek, v horách ji lze nalézt až ve 2600 m n. m.
V České republice se objevuje jen ostrůvkovitě, převážně ve vlhčích a chladnějším oblastech, téměř neznámý je v teplých půdách na vápencovém podloží. Roste hlavně ve středních a vyšších polohách, nejhojnější je v mezofytiku, hlavně na Českomoravské vrchovině, Šumavě, Středočeské pahorkatině, v Krkonoších, Jeseníkách a Beskydech. Výškového maxima, přes 1400 m, dosahuje na Králickém Sněžníku.

## Ekologie
Hemikryptofyt preferující vlhká až zrašeliněná stanoviště, který je nejčastěji řazen do svazu Caricion canescenti-nigrae, na mírně kyselá rašeliniště a rašelinné louky či pastviny. Jen zřídka se vyskytuje na sušších loukách, mezích a okrajích cest, kde vyhledává na živiny chudé půdy s vyšším obsahem organické hmoty. Podle jeho výskytu lze stanoviště, kde roste, považovat za místa s nenarušeným vodním režimem a s malým obsahem živin. Kvete od konce května do počátku srpna.
Druh se vyskytuje ve více ploidních úrovních, které obvykle rostou na stanovištích společně, v Česku bývají např. tetraploidní (2n = 36) nebo pentaploidní (2n = 45). Je to přičítáno hlavně apomiktickému rozmnožování, kdy nové rostliny dědí pouze mateřské vlastnosti.

## Popis
Nenápadná, drobná, vytrvalá bylina s nadzemními i podzemními odnožemi, jejíž květná lodyha vyrůstá obvykle do výšky jen 10 až 20 cm. Na koncích nadzemních výběžků bývají nahloučeny větší listy. Lodyha vyrůstá z listové růžice, je zelenohnědá až nachově hnědá, přímá nebo vystoupavá, zpravidla nevětvená a ve spodní části roztroušeně chlupatá. Pět až osm listů v růžici je sivozelených, řapíkatých, obkopinatých, 4 až 9 cm dlouhých a 0,5 až 1,5 cm širokých, celokrajných, na vrcholu okrouhlých, na líci lysých a na rubu na střední žilce chlupatých. Ve spodní části lodyhy vyrůstá jediný lodyžní list, který je podobný listům přízemním.
Na vrcholu lodyhy bývají 2 až několik drobných žlutých květních úborů tvořících stažené vrcholíky. Polokulovité úbory bývají v průměru velké 6 až 10 mm a obsahují 40 až 60 světle žlutých, jazykovitých kvítků s plochou ligulou až 9 mm dlouhou. Zákrovní listeny jsou 8 mm dlouhé, červenozelené a po obvodě mají zřetelný světlý lem, jsou kopinaté s tupým vrcholem a bývají porostlé hvězdicovitými chlupy i stopkatými žlázkami, stejně jsou ochlupené i stopky úborů. Plod je tmavě hnědá, asi 1,5 mm velká nažka s bílým chmýrem 4 mm dlouhým.
Rostliny se rozmnožují jak rozrůstáním odnoží, tak i semeny roznášenými větrem nebo vodou. Semena si podržují klíčivost po dobu kratší než jeden rok.

## Ohrožení
Tato nenápadná a málo konkurenceschopná bylina se ještě počátkem 20. století vyskytovala poměrně hojně. V posledních desetiletích se však následkem změn na stanovištích, hlavně zarůstáním vzrůstnějšími rostlinami, její stavy rapidně snížily. Nepříjemně na ni působí i celková eutrofizace krajiny a odvodňování pozemků. Pro zastavení úbytku byl chlupáček myší ouško zařazen v „Červeném seznamu cévnatých rostlin České republiky z roku 2012“ mezi rostliny silně ohrožené (C2t).